# 桂林乡
桂林乡，是中华人民共和国福建省南平市邵武市下辖的一个乡镇级行政单位。

## 行政区划
桂林乡下辖以下地区：
惠林村、桂林村、槎口村、下岚村、盖竹村、余山村、大岭村和横坑村。